# Helenow
Helenów [pronunciación en polaco: /xɛˈlɛnuf/] es un pueblo ubicado en el distrito administrativo de Gmina Głowno, dentro del condado de Zgierz, Voivodato de Łódź, en el centro de Polonia. Se encuentra a unos 12 kilómetros al noroeste de Głowno, a 24 kilómetros al noreste de Zgierz, y a 29 kilómetros al norte de la capital regional Łódź.